# Главы Нового Уренгоя
Список глав города Новый Уренгой XX—XXI веках.
Город окружного подчинения с 16 июня 1980 года.

## 1-й секретарь горкома КПСС
- Козлов, Евгений Фёдорович (1980—1983)
- Олейник, Геннадий Дмитриевич (1983—1987)
- Столяров, Евгений Алексеевич (-апрель 1990-)

## Председатель горсовета, горисполкома

### Председатель горисполкома
- Данильченко, Пётр Васильевич (1975—1979) — пред. поссовета
- Бурков, Анатолий Фёдорович (1979—1980)
- Дыбрин, Алим Григорьевич (1980—1984)
- Рягузов С.А.
- Рогачёв А.В.
- Ларичев А.Е.
- Ермилов, Лев Алексеевич (апрель 1990 — 1991)

### Председатель горсовета (1990—1993)
- Казберов, Аркадий Александрович (апрель — ноябрь 1990 )
- Пушко, Геннадий Иванович (1991—1992)

## Глава города
- Пушко, Геннадий Иванович (декабрь 1991 — май 1994)
- Комарова, Наталья Владимировна (7 /11 июля 1994 — октябрь 2000)
- Казарин, Виктор Николаевич (октябрь 2000 / январь 2001 — апрель 2007)
- Костогриз, Иван Иванович (апрель / декабрь 2007 — 15 марта 2012)
- Подовжний, Игорь Моисеевич (15 марта 2012 — октябрь 2015)
- Костогриз, Иван Иванович (26 октября 2015 — 7 сентября 2020).
- Воронов, Андрей Валерьевич (с 5 октября 2020 — 3 июля 2024)
- Колодин, Антон Александрович (с 26 августа 2024)

### Глава администрации (2012—2021)
- Костогриз, Иван Иванович (15 марта / 10 апреля 2012 — 26 октября 2015)